# 莉蓮 (內布拉斯加州)
莉蓮（英語：Lillian）是位於美國內布拉斯加州卡斯特縣的非建制地區。

## 歷史
莉蓮的郵局於1883年設立，1902年關閉後又於1907年重啟，最終於1934年停運。

## 地理
莉蓮所處的海拔為高於海平面774米（即2539英呎），而該地所採用的時區為UTC-6，即北美中部时区（CST）。同時該地設有夏令時間，為UTC-6調快一小時，即UTC-5（CDT）。